# کوارنبک
کوارنبک (به آلمانی: Quarnbek) یک شهر در آلمان است که در رندسبورگ-اکرنفورده واقع شده‌است.
 کوارنبک  ۱٬۷۸۰ نفر جمعیت دارد.